# Arnold di Bergen
Arnold di Bergen (in norvegese Arend; ... – 1434) è stato un arcivescovo cattolico norvegese.

## Biografia
Quando Olaus Laurentii (Olov Larsson) fu eletto nel 1432 come Arcivescovo di Uppsala, il Re di Svezia Eric di Pomerania espresse disappunto per non essere stato consultato. Di conseguenza, decise di affidare la carica ad Arnold di Bergen, a cominciare dal 1433, mentre Olaus Laurentii era a Roma per essere ordinato. L'insediamento di Arnold provocò reazioni, che tuttavia si placarono alla morte di Arnold, avvenuta nel 1434. Il re decise di accettare Olaus Laurentii come primate della Chiesa di Svezia.